# Episodi di The Morning Show (seconda stagione)
La seconda stagione della serie televisiva The Morning Show, composta da dieci episodi, è stata distribuita a livello internazionale dal 17 settembre al 19 novembre 2021 sul servizio di streaming Apple TV+.
| nº | Titolo originale       | Titolo italiano            | Pubblicazione     |
| -- | ---------------------- | -------------------------- | ----------------- |
| 1  | My least favorite year | Il mio anno meno preferito | 17 settembre 2021 |
| 2  | It's like the flu      | È come l'influenza         | 24 settembre 2021 |
| 3  | Laura                  | Laura                      | 1º ottobre 2021   |
| 4  | Kill the fatted calf   | Uccidi il vitello grasso   | 8 ottobre 2021    |
| 5  | Ghosts                 | Fantasmi                   | 15 ottobre 2021   |
| 6  | A private person       | Una persona privata        | 22 ottobre 2021   |
| 7  | La amara vita          | La vita amara              | 29 ottobre 2021   |
| 8  | Confirmations          | Conferme                   | 5 novembre 2021   |
| 9  | Testimony              | Testimonianza              | 12 novembre 2021  |
| 10 | Fever                  | Febbre                     | 19 novembre 2021  |

## Il mio anno meno preferito
- Titolo originale: My least favorite year
- Diretto da: Mimi Leder
- Scritto da: Erica Lipez, Adam Milch, Kerry Ehrin

### Trama
In seguito agli eventi dell'esposizione dei fatti in onda di Alex e Bradley, la UBA esegue il controllo dei danni e licenzia Cory mentre Alex lascia lo show e si trasferisce nel Maine, dove vive una vita tranquilla e appartata mentre scrive anche un racconto sulla sua carriera. Bradley rimane nello show con un nuovo co-host Eric, tuttavia lo spettacolo è diminuito negli ascolti e Cory cerca di essere il più fedele possibile a Bradley, che vuole trasferirsi al telegiornale della sera, visto che è più adatto per lei. Non vedendo altra scelta, Cory trova presto Alex e tenta di convincerla a tornare al "The Morning Show", ma lei rifiuta. Alla vigilia di Capodanno, Bradley scopre che Eric sarà trasferito al telegiornale della sera e litiga con Cory per la sua chiara infedeltà nei suoi confronti mentre aiutava Cory a riavere il suo lavoro. Nel Maine, Alex riceve una lettura da uno psicologo che la motiva a tornare alla UBA e chiama Cory che poi le offre un suo talk show in prima serata se prima tornerà allo show mattiniero. Tuttavia, prima che Cory possa celebrare la notizia del potenziale ritorno di Alex, guarda un telegiornale che rivela che la famiglia di Hannah ha intentato una causa per omicidio colposo contro la UBA.
- Durata: 58 minuti
- Guest star: Janina Gavankar (Alison Namazi), Tom Irwin (Fred Micklen), Holland Taylor (Cybil Richards), Hasan Minhaj (Eric Nomani), Katie Aselton (Madeleine), Kathy Najimy (Sylvia Portman), Hannah Leder (Isabella), Augustus Prew (Sean), James Urbaniak, Mark Harelik (Richard), Victoria Tate (Rena), Tara Karsian (Gayle Burns), Joe Marinelli (Donny), Joe Pacheco (Bart), Shari Belafonte (Julia), Eli Bildner (Joel), Amber Friendly (Layla), Michelle Meredith (Lindsey)

## È come l'influenza
- Titolo originale: It's like the flu
- Diretto da: Mimi Leder
- Scritto da: Torrey Speer, Kristen Layden

### Trama
Cory informa Bradley che Alex è in trattative per tornare allo spettacolo, portandola a darsi per malata per tre settimane, per riflettere sul destino del suo ruolo nello show. Prima che Alex faccia il suo debutto nello show, Cory cerca di organizzare una piccola cena intima per darle il benvenuto, ma alla fine sono invitati tutti i membri principali dello show. Durante la cena discutono del nuovo virus che circola, il Coronavirus e se davvero si tratta di qualcosa di cui vale la pena parlare. Quando Alex, estenuata dalla cena, cerca di andarsene presto, si trova di fronte Bradley che è ancora arrabbiata per il fatto che Alex l'abbia abbandonata quando aveva più bisogno di lei e tra le due inizia un'accesa discussione. Nascosto in Italia, Mitch si confronta con una donna arrabbiata per ciò che ha fatto ed è sorpreso quando una giornalista misteriosa interviene per difenderlo. Cory decide di patteggiare con la famiglia di Hannah, ma si rende conto che sono alla ricerca di qualcosa di più del denaro quando scopre l'importo in dollari che hanno chiesto nelle trattative per la causa.
- Durata: 54 minuti
- Guest star: Janina Gavankar (Alison Namazi), Tom Irwin (Fred Micklen), Holland Taylor (Cybil Richards), Will Arnett (Doug), Katie Aselton (Madeleine), Hasan Minhaj (Eric Nomani), Patrick Fabian (Jeff), Mark Harelik (Richard), Hannah Leder (Isabella), Victoria Tate (Rena), Markus Flanagan (Gerald), Shari Belafonte (Julia), Michelle Meredith (Lindsey), Ali Astin
- Special guest star: Valeria Golino (Paola Lambruschini)

## Laura
- Titolo originale: Laura
- Diretto da: Lesli Linka Glatter
- Scritto da: Brian Chamberlayne, Jeff Augustin

### Trama
Bradley copre l'inizio della stagione delle campagne politiche mentre Alex si prepara per il suo grande momento, ovvero il suo ritorno al "The Morning Show".
- Durata: 58 minuti
- Guest star: Janina Gavankar (Alison Namazi), Tom Irwin (Fred Micklen), Hasan Minhaj (Eric Nomani), Ryan Alexander Holmes (Ian), Hannah Leder (Isabella), Victoria Tate (Rena), Tara Karsian (Gayle Burns), Andrea Bendewald (Valerie), Joe Marinelli (Donny), Joe Pacheco (Bart), Shari Belafonte (Julia), Eli Bildner (Joel), Amber Friendly (Layla), Michelle Meredith (Lindsey)
- Special guest star: Marcia Gay Harden (Maggie Brener), Valeria Golino (Paola Lambruschini)

## Uccidi il vitello grasso
- Titolo originale: Kill the fatted calf
- Diretto da: Jessica Yu
- Scritto da: Ali Vingiano, Scott Troy

### Trama
Daniel chiede a Mia di supportare lui e tutte le persone di colore, poiché, alla UBA, sono state storicamente messe da parte da sempre, ma Stella dice a Mia che ormai Daniel ha trovato il proprio posto stabile nella sua carriera. Cory continua a sostenere Alex come moderatrice, ma lei rimane impassibile all'idea. Bradley finalmente fa pace con Cory, il quale la informa che è fuori gioco dal momento che non può avere due donne bianche etero come moderatrici. Quando Bradley informa Laura di questo fatto, le due litigano poiché Laura non riesce a capire perché non Bradley non faccia coming out della sua bisessualità, ma si rifiuta di essere etichettata. In atti di disperazione per ottenere il lavoro di moderatrice, Bradley in seguito cerca, ma fallisce, di fare coming out con Stella. Un disperato Daniel non rispetta il copione e fa una serenata ad Alex, come protesta. Stella, che non voleva Alex come moderatrice, cambia finalmente idea dopo aver visto come Alex sappia gestire tutti gli imprevisti in TV; così, alla fine, convince Alex ad accettare il lavoro. Nel frattempo, in Italia, Paola scopre di essere stata esposta al Covid-19 e informa Mitch di aver potenzialmente esposto anche lui.
- Durata: 62 minuti
- Guest star: Janina Gavankar (Alison Namazi), Holland Taylor (Cybil Richards), Embeth Davidtz (Paige Kessler), Oona Roche (Lizzy), Hannah Leder (Isabella), Victoria Tate (Rena), Tara Karsian (Gayle Burns), Markus Flanagan (Gerald), Joe Marinelli (Donny), Joe Pacheco (Bart), Shari Belafonte (Julia), Andrea Bendewald (Valerie), Eli Bildner (Joel), Amber Friendly (Layla)
- Special guest star: Valeria Golino (Paola Lambruschini), Foo Fighters (sé stessi)

## Fantasmi
- Titolo originale: Ghosts
- Diretto da: Tucker Gates
- Scritto da: Erica Lipez, Adam Milch

### Trama
I membri del team della UBA si dirigono a Las Vegas, dove i misfatti del passato continuano a perseguitarli.
- Durata: 60 minuti
- Guest star: David Paymer (sig. Shoenfeld), Tom Irwin (Fred Micklen), Jack Conley (Earl), Hasan Minhaj (Eric Nomani), Katie Aselton (Madeleine), Hannah Leder (Isabella), Victoria Tate (Rena), Shari Belafonte (Julia), Eli Bildner (Joel), Amber Friendly (Layla), Michelle Meredith (Lindsey)
- Special guest star: Mindy Kaling (Audra), Marcia Gay Harden (Maggie Brener), Valeria Golino (Paola Lambruschini)

## Una persona privata
- Titolo originale: A private person
- Diretto da: Rachel Morrison
- Scritto da: Torrey Speer, Stacy Osei-Kuffour

### Trama
Mentre l'assenza di Alex dallo show si estende indefinitamente, Cory assume Laura Petersen come sua sostituta. Bradley è entusiasta del fatto che lei e Laura possano unire le loro vite personali e private, ma le cose si complicano quando suo fratello tossicodipendente appare per una visita a sorpresa. Durante lo spettacolo Cory fa trapelare la notizia che Laura e Bradley si stanno frequentando. Laura cerca di rassicurare Bradley che possono negare le voci. Bradley diventa più sconvolta quando torna a casa e si confronta con suo fratello che non supporta la sua relazione con Laura e rivela che ha lottato per superare la sua dipendenza. Nel frattempo Chip si rende conto che Alex è scomparsa e nessuno sa dove sia.
- Durata: 59 minuti
- Guest star: Dave Foley (Peter Bullard), Janina Gavankar (Alison Namazi), Holland Taylor (Cybil Richards), Joe Tippett (Hal Jackson), Jack Conley (Earl), Hannah Leder (Isabella), Victoria Tate (Rena), Joe Marinelli (Donny), Joe Pacheco (Bart), Tara Karsian (Gayle Burns), Shari Belafonte (Julia), Eli Bildner (Joel), Amber Friendly (Layla), Michelle Meredith (Lindsey)

## La vita amara
- Titolo originale: La amara vita
- Diretto da: Mimi Leder
- Scritto da: Kerry Ehrin, Scott Troy

### Trama
Durante la quarantena in Italia, Mitch riceve una visita a sorpresa da Alex che è arrivata in aereo per chiedergli di rilasciare una dichiarazione in cui nega di aver avuto rapporti sessuali con lei. Dopo aver ottenuto la sua promessa, Alex se ne va, ma è costretta a tornare perché l'Italia è in lockdown a causa delle misure di restrizione Covid-19, perdendo il volo. Alex confida a Mitch che le manca, ma nuovi scioccanti notizie sulle sue molestie sessuali mettono un freno al riavvicinamento. Mitch e Paola trascorrono la notte insieme, poi mentre guidano verso casa, Mitch lascia che la sua auto finisca fuori strada su un dirupo.
- Durata: 55 minuti
- Special guest star: Valeria Golino (Paola Lambruschini)

## Conferme
- Titolo originale: Confirmations
- Diretto da: Victoria Mahoney
- Scritto da: Kerry Ehrin, Jay Carson

### Trama
Quando un incontro alla UBA viene interrotto da un giornalista italiano che chiede un commento sulla morte di Mitch Kessler, la redazione del Morning Show cerca in tutti i modi di ottenere delle fonti certe sulla presunta morte di Mitch. Mentre Cory vuole che Alex dia la notizia in diretta, Chip non può più coprirla ed è costretto a confessare di non essere in contatto con Alex e scopre che il suo ultimo addebito sulla carta di credito era in Italia e che potrebbe esserci stata una donna coinvolta nell'incidente d'auto con Mitch. 
In seguito, Chip viene a sapere che Alex è su un volo che la riporta negli Stati Uniti. Chip comunica la notizia ad Alex che, per confermare se sia certa o meno, chiama Paola che conferma la morte di Mitch. Alex decide di riferire personalmente la notizia a Paige, la moglie di Mitch, la quale le recrimina di aver avuto diverse relazioni con il marito e passa il testimone a Bradley per annunciare la scioccante notizia in diretta nazionale al "The Morning Show".
- Durata: 61 minuti
- Guest: Janina Gavankar (Alison Namazi), Embeth Davidtz (Paige Kessler), Joe Tippett (Hal Jackson), Katie Aselton (Madeleine), Hannah Leder (Isabella), Victoria Tate (Rena), Tara Karsian (Gayle Burns), Markus Flanagan (Gerald), Joe Marinelli (Donny), Joe Pacheco (Bart), Shari Belafonte (Julia), Eli Bildner (Joel), Amber Friendly (Layla), Michelle Meredith (Lindsey)
- Special guest star: Valeria Golino (Paola Lambruschini)

## Testimonianza
- Titolo originale: Testimony
- Diretto da: Miguel Arteta
- Scritto da: Scott Troy, Justin Matthews

### Trama
Prima della pubblicazione del libro scandalo di Maggie Brennar, Alex vuole rescindere il suo contratto, ma viene fermata da Cory che insiste che la rete la proteggerà. Tuttavia, Alex si prepara a lasciare lo show, in vista del libro. Paige visita il “The Morning Show” e informa il personale che sono i benvenuti al funerale di Mitch. Alex, dopo vari ripensamenti, decide di partecipare al funerale e tiene un discorso in cui rivela di aver visitato Mitch in Italia.
Cory chiede a Bradley di intervistare Maggie sul suo nuovo libro, prima dell’effettiva pubblicazione. Con sorpresa di tutti, Bradley critica aspramente Maggie per aver castigato Alex per la sua relazione consensuale con Mitch, essendo stati eventi di tanti anni prima. L'intervista, così, porta a un ampio sostegno di Alex da parte dei social. Tuttavia, le cose cambiano la mattina seguente quando il filmato trapelato di Alex al funerale di Mitch diventa virale. Una sconvolta Alex inciampa e sbatte la testa facendola finire in ospedale dove scopre che è positiva al COVID-19.
- Durata: 62 minuti
- Guest star: Embeth Davidtz (Paige Kessler), David Foley (Peter Bullard), Tom Irwin (Fred Micklen), Will Arnett (Doug), Joe Tippett (Hal Jackson), Victoria Tate (Rena), Hannah Leder (Isabella), Tara Karsian (Gayle Burns), Joe Marinelli (Donny), Joe Pacheco (Bart), Shari Belafonte (Julia), Eli Bildner (Joel), Michelle Meredith (Lindsey), Andrea Bendewald (Valerie)
- Special guest star: Martin Short (Dick Lundy), Marcia Gay Harden (Maggie Brener), Valeria Golino (Paola Lambruschini)

## Febbre
- Titolo originale: Fever
- Diretto da: Mimi Leder
- Scritto da: Kerry Ehrin

### Trama
Mentre il COVID-19 inizia a diffondersi in tutta l'America, Bradley si prende una pausa dal lavoro per cercare il fratello scomparso. Alex lotta durante la quarantena poiché soggetta ai sintomi del virus, oltre che alle ricadute emotive del filmato trapelato di lei al memoriale di Mitch. Per aiutarla, Chip chiede a Cory di far fare ad Alex uno show live sulle sue esperienze con il Covid-19. Cory decide di mandare in onda il servizio sulla nuova piattaforma streaming della UBA, che sta già fallendo. Mentre l'intera città e il paese si chiudono, Cory decide di aiutare Bradley nella sua ricerca per trovare suo fratello prima che le confessi di essere innamorato di lei. Bradley riceve una telefonata da un ospedale che crede di aver ritrovato il fratello: Bradley si ritrova con il fratello che è in ospedale circondato da pazienti affetti dal COVID-19.
Nonostante le ricadute del virus, Alex riesce a completare il suo servizio live, non prima di dire al pubblico che ha finito di scusarsi per le sue azioni e per quello che realmente è.
- Durata: 67 minuti
- Guest star: Holland Taylor (Cybil Richards), Joe Tippett (Hal Jackson), Damon Dayoub (Glen), Markus Flanagan (Gerald), Victoria Tate (Rena), Joe Marinelli (Donny), Joe Pacheco (Bart), Eli Bildner (Joel), Amber Friendly (Layla)
- Special guest star: Valeria Golino (Paola Lambruschini)